# Экспресс Петербург-Канны
«Экспресс Петербург-Канны» (англ. The Petersburg-Cannes Express) — фильм 2003 года, дебютная работа продюсера Джон Дейли в качестве режиссёра, по одноимённому роману британского писателя Ханса Конинга.

## Сюжет
1904 год, Россия накануне Первой революции. В Санкт-Петербурге на экспресс «Петербург — Канны» садится прокурор Драшкевич, направляющийся в Канны для решения вопроса об экстрадиции арестованной там русской революционерки Софии (Светлана Лунькина), которая, мстя за сосланного в Сибирь и погибшего там брата-революционера, совершила в Каннах покушение на отдыхавшего там российского судью, вынесшего ему приговор.
Но на экспресс также садятся студент-революционер Алексей (Нолан Хеммингс) и молодая красавица убеждённая социалистка Анна (Ксения Алфёрова), которым Революционным комитетом поставлена задача сорвать экстрадицию Софии в Россию, где её ждут пытки и смертная казнь.
Их дерзкий план состоит в похищении прокурора до пересечения поездом границы России, но с самого начала всё идёт не по плану…

## Съёмки
Съемки проходили в основном в Санкт-Петербурге, а также во Франции и Италии.

## В ролях
- Нолан Хеммингс — Алексей
- Ксения Алфёрова — Анна
- Светлана Лунькина — София
- Джей Бенедикт — Жидкин
- Лиелайс Андрис — Драшкевич
- Александр Баргман — Геннадий Чернов
- Алёна Бондарчук
- Валерий Григорьев
- Александр Романцов
- Глеб Челищев — главный редактор революционной газеты «Искра»
- Андрей Руденский — портье в гостинице
- и другие

## Критика
По словам английского обозревателя The Guardian Рональда Бергана, фильму был оказан прохладный приём, кинокритик Лу Люменик в газете New York Post назавал дебют режиссёра «уморительно ужасным»
, кинокритик Дэйв Кер в газете The New York Times дал негативную оценку фильму назвав его фильмом «выдающейся тупости и бездарности», отметив, что русские актёры «выглядят смущёнными и неуверенными», и в фильме лишь «фон Санкт-Петербурга выглядит прекрасно».
Премьера фильма состоялась в марте 2003 года в Палм-Спрингс, Калифорния, в сентябре он был показан в России вне конкурса на кинофестивале «Меридианы Тихого», но фильм, по видимому, никогда не выходил в широкий прокат — после отрицательных отзывов критики дистрибьютор Miracle Productions Inc. не стал его распространять.